# Norman Bluhm
Norman Bluhm (28. března 1921 – 3. února 1999) byl americký malíř, představitel druhé generace abstraktního expresionismu.

## Život
Narodil se roku 1921 v Chicagu. Brzy odjel do italského města Lucca, kde po boku své matky strávil šest let, ale později se vrátil zpět do rodného města, kde od šestnácti let studoval u německého architekta Ludwiga Miesa van der Rohea. V roce 1941 vstoupil do armády a sloužil u letectva, kde mimo jiné působil jako osobní pilot herečky Marlene Dietrichové. Během války se zranil a psychické následky si nesl celý život, což ovlivnilo jeho tvorbu. Po válce se usadil v Paříži, kde pokračoval ve studiu na École des Beaux-Arts. V roce 1950 měl malou roli ve filmu Orphée režiséra Jeana Cocteau. Roku 1956 se vrátil do Spojených států a usadil se v New Yorku, kde později žil mnoho let. V roce 1986 se odstěhoval do Vermontu. Zde také roku 1999, ve městě East Wallingford, zemřel na srdeční selhání.